# Pseudoscops
Pseudoscops (лат.) — род сов семейства совиные. В состав рода включали два вида. Переведены в род Asio.

## Виды
- Pseudoscops clamator Vieillot, 1808 — Полосатая сова
- Pseudoscops grammicus Gosse, 1847 — Ямайская совка

## Галерея
- Ямайская совка
- Полосатая сова